# Schlepkow
Schlepkow ist ein bewohnter Gemeindeteil im Ortsteil Hetzdorf der amtsfreien Gemeinde Uckerland im Landkreis Uckermark in Brandenburg.

## Lage
Schlepkow liegt im westlichen Teil der Gemarkung. Westlich liegt der Gemeindeteil Ottenhagen des Uckermärker Ortsteils Wolfshagen; nordwestlich Wolfshagen und im Norden Gneisenau, ein weiterer Gemeindeteil von Hetzdorf. Nordwestlich liegt mit der Kleisthöhe ein weiterer Gemeindeteil von Hetzdorf. Westlich liegt der Gemeindeteil Dolgen des Ortsteils Jagow sowie im Süden Augustfelde, ein bewohnter Gemeindeteil der Gemeinde Nordwestuckermark. Der größte Teil der Gemarkung ist bebaut; im Südwesten gibt es eine kleine Grünfläche.

## Geschichte und Etymologie

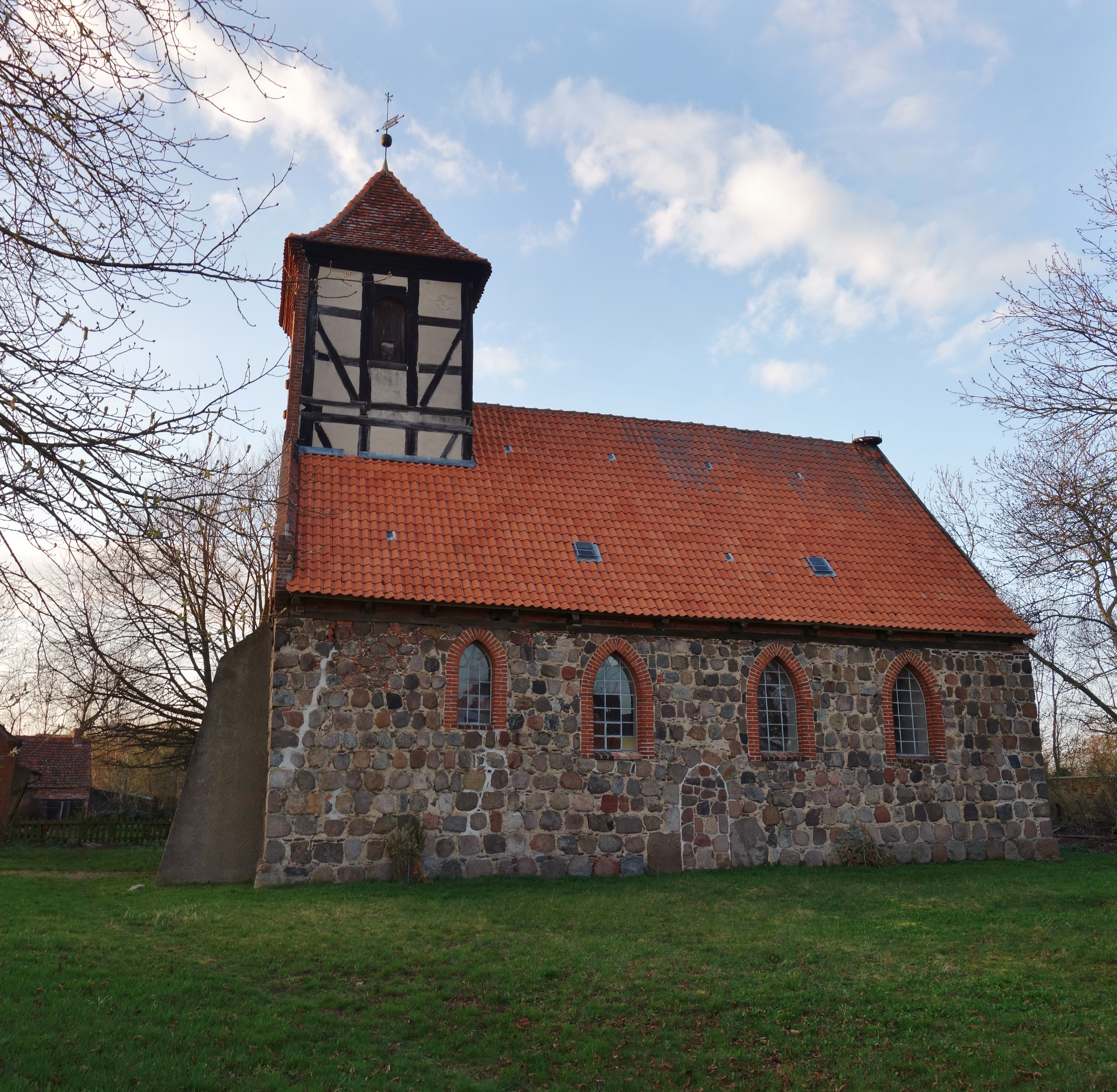
Dorfkirche Schlepkow

Das Dorf wurde im Jahr 1321 erstmals als Slepecow urkundlich erwähnt. Der Name soll sich von einer Person namens Slepek ableiten, was so viel wie „Der Blinde“ bedeutet. Matthias Friske berichtet in seinen Ausführungen Die mittelalterlichen Kirchen in der nördlichen und östlichen Uckermark: Geschichte – Architektur – Ausstattung, dass in diesem Jahr das 40 Hufen große Dorf als Kriegsentschädigung vom Pommernherzog an einen „Dominus H. Mysner“ ausgegeben wurde. In dem Kirchdorf entstand in der zweiten Hälfte des 13. Jahrhunderts eine Feldsteinkirche. Über die weitere Geschichte ist viele Jahrhunderte bislang wenig bekannt. Im Landbuch Karls IV. ist Schlepkow nicht verzeichnet, ebenso wie Wolfshagen, zu dem es, so Ernst Fidicin „seit alters her“ gehört haben soll. Es gehörte zum Bistum Cammin und wies 1543 weder einen Pfarrhof, noch Pfarrhufen auf. Möglicherweise war das Dorf vor dieser Zeit annähernd wüst gefallen. 1543 war es jedenfalls besiedelt, denn in der Dorfkirche gab es ungefähr 60 Schock (=Kommunikanten).
Einen weiteren Hinweis gab es erst wieder im Jahr 1608. In einem Bericht eines kurfürstlichen Landreiters erschien Schlepkow als ein Gut, das der Familie Blankenburg gehörte. Es soll zu dieser Zeit aus zwei Anteilen bestanden haben: Ein Rittergut des Georg von Blankenburg sowie ein weiterer Anteil, mutmaßlich das Dorf, das Otto von Blankenburg gehörte. Dieser Anteil ging am 5. Oktober 1650 an den Grafen Otto von Schwerin. Das Rittergut war 2298 Morgen groß, darunter 1600 Morgen Acker, 117 Morgen Wiesen und 564 Morgen Wald. Ausweislich eines Schlosskatasters aus dem Jahr 1624 lebten im Ort elf Hufner sowie elf Kossäten, von denen einige ausgekauft wurden. Das Dorf war 643 Morgen groß. Im Jahr 1705 kam Schlepkow in die Linie seines Enkels, der ebenfalls Otto von Schwerin hieß.
Im Jahr 1771 gab es 27 Feuerstellen (=Haushalte) und 170 Einwohner. In den Folgejahren stagnierte die Entwicklung, so dass es 1803 nur noch 17 Wohnhäuser mit 156 Einwohnern gab und diese Anzahl auf 150 Bewohner im Jahr 1816 weiter sank. Im Jahr 1827 übernahm der Graf Hermann von Schwerin. 1840 verzeichnete Schlepkow 15 Wohnhäuser mit 187 Einwohnern sowie im Jahr 1861 insgesamt 20 Wohnhäuser mit 303 Einwohnern. Zu dieser Zeit gab es weiterhin zwei öffentliche und 41 Wirtschaftsgebäude. Hermann von Schwerin starb 1858 und Schlepkow kam durch eine vertragliche Beziehung vom 20. Juli 1852 sowie eines Erbrezesses vom 19. Mai 1860 an den ältesten Sohn, der wiederum Otto hieß. Sein Besitz wurde am 25. Februar 1862 bestätigt.
Am 2. Mai 1979 wurde Schlepkow in Lemmersdorf eingegliedert, das mit Wirkung zum 31. Dezember 2001 in Hetzdorf umbenannt und in die Gemeinde Uckerland eingemeindet wurde. 2017 kam es zu einem Brand, bei dem das Gutshaus schwer beschädigt wurde.

## Kultur und Sehenswürdigkeiten

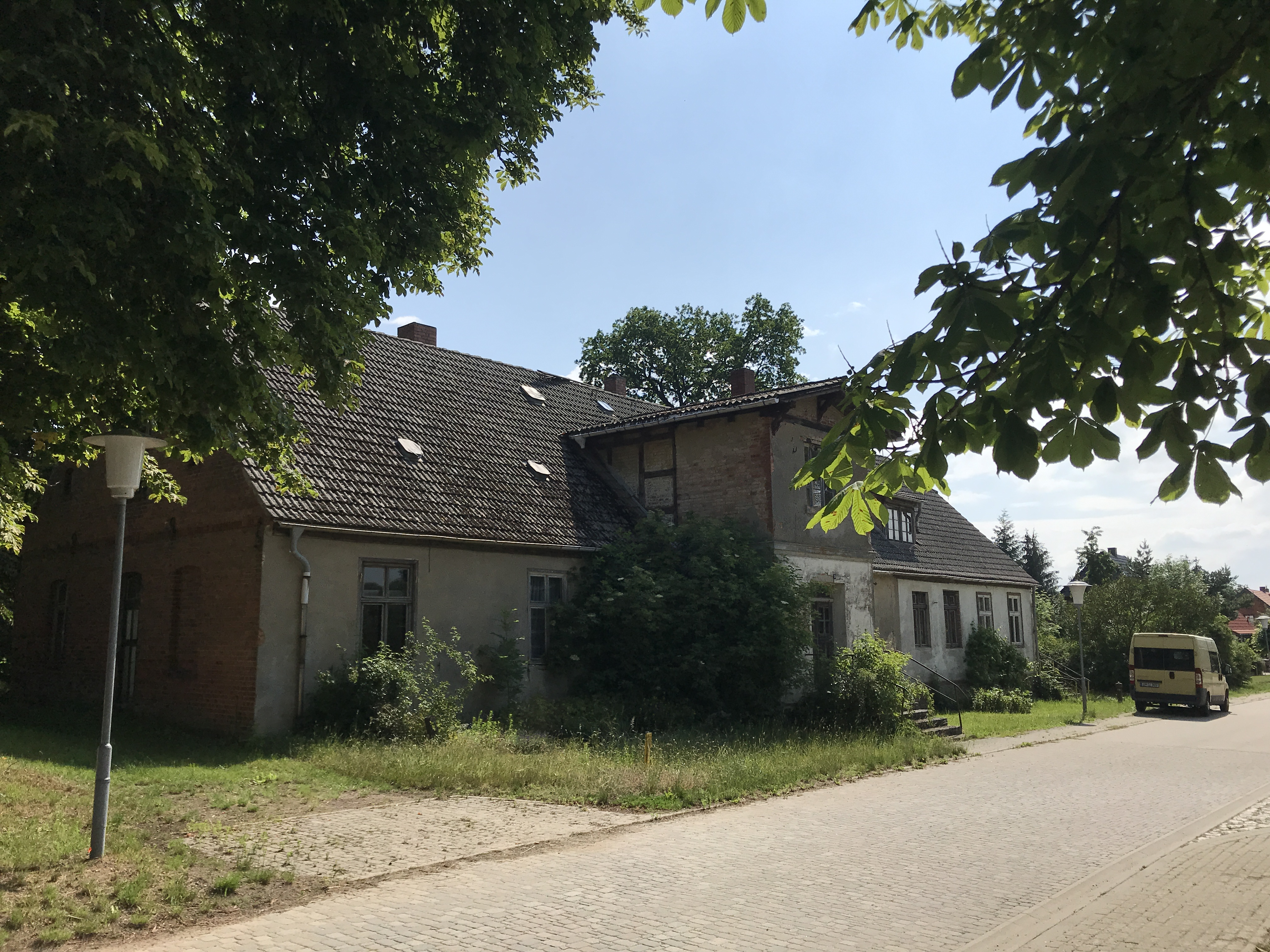
Gutshaus

- Die Dorfkirche Schlepkow ist eine Feldsteinkirche aus der zweiten Hälfte des 13. Jahrhunderts. Im Innern steht eine einheitliche Kirchenausstattung aus der ersten Hälfte des 17. Jahrhunderts.
- Gutshaus Schlepkow, ein eingeschossiger Bau, dessen Rückseite und östlicher Giebel aus Fachwerk erstellt wurde.

## Wirtschaft, Infrastruktur und Verkehr
Neben einigen landwirtschaftlichen Betrieben existieren in Schlepkow ein IT-Dienstleister, eine Kunstschmiede sowie zwei Einrichtungen, die touristische Unterkünfte anbieten.
Die Bundesstraße 198 verläuft nordöstlich der Gemarkung von Nordwesten kommend in südöstlicher Richtung. Von ihr führt eine Stichstraße in den Ort, die sich dort verzweigt. An der Bundesstraße befindet sich auch eine Bushaltestelle, die von den Linien 401 und 404 bedient wird. Über sie besteht eine Verbindung nach Prenzlau und Woldegk.

## Die Sage von der Hand in Schlepkow
Im Jahr 1549 ließ der damalige Gutsherr Hennig von Blankenburg bei schlechtem Wetter eine Treibjagd durchführen. Zwei Treiber aus Schlepkow kehrten jedoch auch nach mehreren Tagen nicht in das Dorf zurück. Die Bewohner dachten, dass sie in Wolfshagen geblieben wären. Allerdings fanden Schlepkower Bauern die Leiche eines der Vermissten sowie kurz darauf ein Kleidungsstück des zweiten Vermissten. Da er Mörder bislang nicht ermittelt werden konnte, wurde der Leiche einem alten Brauch folgend die rechte Hand abgeschlagen, um als Nachweis für das Verbrechen zu dienen.
Die weiteren Ermittlungen ergaben, dass der Ermordete eine junge Frau heiraten wollte. Sie verdächtigte seinen Freund, der sich mit dem Verbrechen Zugriff auf vier Hufen Land verschaffen wollte. Da sie keine Beweise vorlegen konnte, blieb die Tat zunächst ungesühnt. 20 Jahre später erschien ein älterer Bruder des Verdächtigten und heiratete die mittlerweile gealterte Frau. Bei der Trauung zog sie die abgehackte Hand des Ermordeten vor, woraufhin der ältere Bruder die Tat gestand.